# Kernkraftwerk Kalinin
Das Kernkraftwerk Kalinin (russisch Калининская АЭС [anhörenⓘ], Kürzel КАЭС, KAES) liegt in Russland, etwa 260 Kilometer nordwestlich von Moskau in der Oblast Twer, in der Nähe der Stadt Udomlja. Eigentümer und Betreiber des Kraftwerkes ist das staatliche Unternehmen Rosenergoatom. Das Kernkraftwerk deckt einen Großteil des Strombedarfs der Twer-Region und speist auch in die Stromnetze der Städte Moskau, Sankt Petersburg und Wladimir ein. Im Jahr 2006 speiste das Kernkraftwerk 20,1 Milliarden Kilowattstunden in das öffentliche Netz ein. Die zwei weithin sichtbaren jeweils 85 Meter hohen Kühltürme wurden in je 96 Betonierabschnitten hergestellt.

## Geschichte

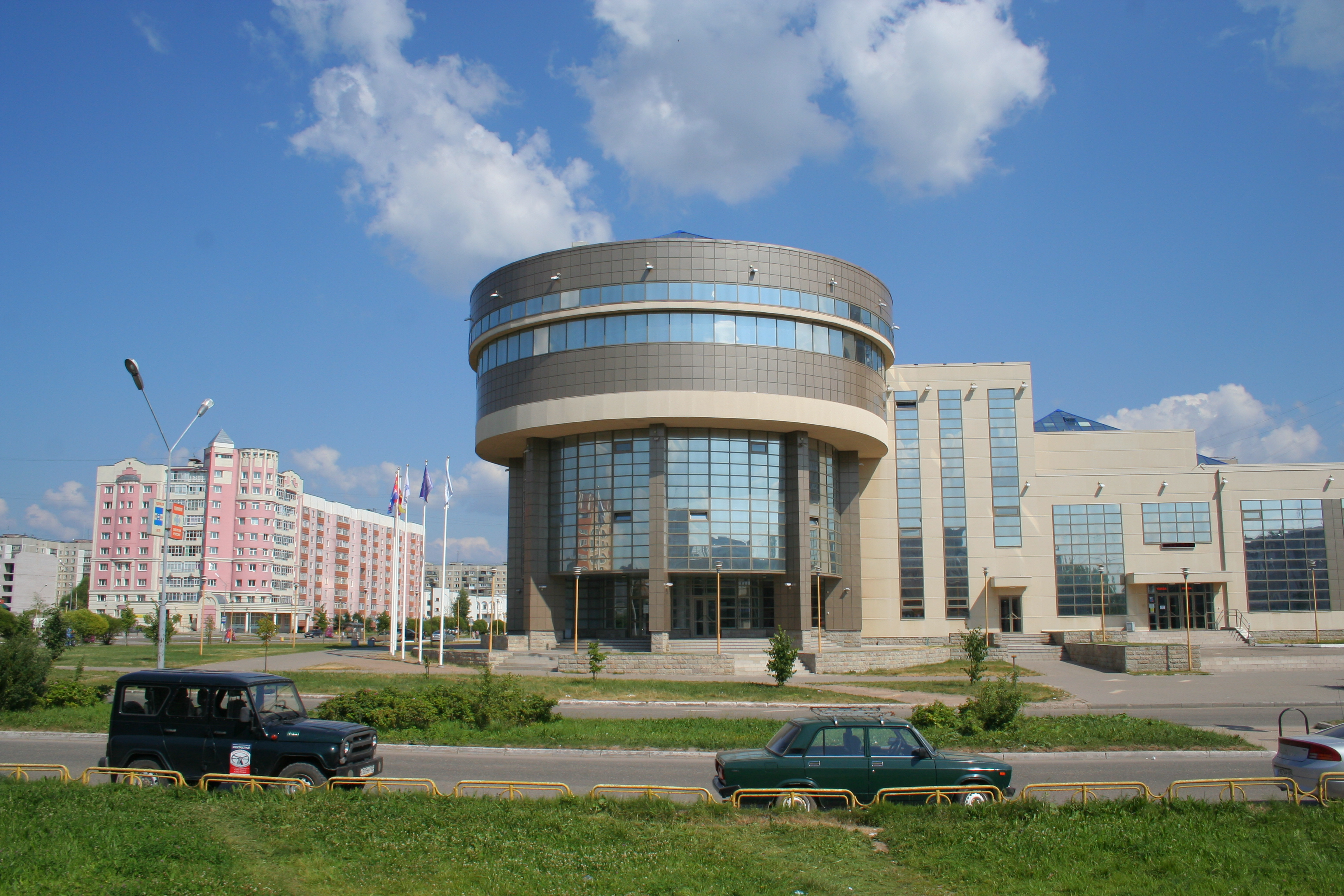
Zentrum für öffentliche Information in Udomlja

Mit dem Bau des ersten Kernreaktors wurde am 1. Februar 1977 begonnen, und am 1. Februar 1982 startete der Bau des zweiten Reaktorblocks. Am 9. Mai 1984 wurde der erste Reaktorblock (Kalinin-1) in Betrieb genommen und am 3. Dezember 1984 der zweite. Mit dem Bau von Kalinin-3 wurde am 1. Oktober 1985 begonnen, der dann am 16. Dezember 2004 in Betrieb ging. 
Die Bauarbeiten für Kalinin-4 begannen am 1. August 1986; am 12. Dezember 2011 wurde er in Beisein von Ministerpräsident Putin in Betrieb genommen. Es gab Pläne, den ersten Reaktorblock 2014 vom Netz zu nehmen; er ist (Stand April 2022) noch in Betrieb.
Die vier Reaktoren sind Druckwasserreaktoren der russischen Bauart WWER. Sie haben eine Nettoleistung von je 950 Megawatt (MW), eine Bruttoleistung von je 1.000 MW und eine thermische Leistung von je 3.200 MW. Die Reaktorblöcke eins und zwei sind Typ WWER-1000/338 und die Blöcke drei und vier WWER-1000/320.

## Sicherheit

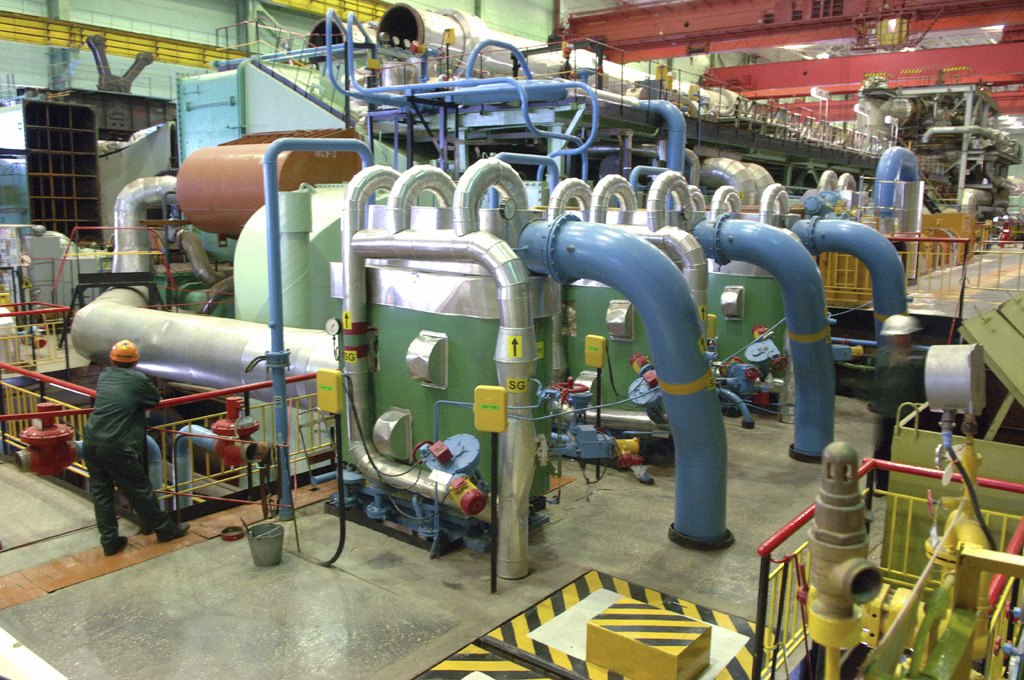
Maschinenraum des KKW Kalinin

Die ersten beiden Blöcke des AKW gehören der zweiten, Block 3 und 4 der dritten WWER-Generation an. Letztere verfügen damit im Gegensatz zu den anderen über ein Containment.
Anfang der 1990er Jahre kam es im Kraftwerk oft zu Betriebsstörungen. Zwischen 1990 und 1994 wurden innerhalb von vier Jahren 120 solche Störungen gemeldet, was auf Fahrlässigkeit seitens der Belegschaft hindeutet, aber auch auf schlechte Materialwartungen, vor allem im nichtnuklearen Bereich der Anlage. Daraufhin untersagte die staatliche Inspektionsbehörde Gosatomnadzor 1994 den vollen Leistungsbetrieb der Reaktoren. Später konnte die Anzahl der Betriebsstörungen nach einigen Veränderungen der Anlage wieder auf ein normales Niveau reduziert werden. Der Reaktor durfte wieder auf Nennleistung hochgefahren werden.

## Daten der Reaktorblöcke
Das Kernkraftwerk Kalinin hat vier Blöcke:
| Reaktor- block | Reaktortyp    | Netto- leistung | Brutto- leistung | Baubeginn  | Netzsyn- chronisation | Kommer- zieller Betrieb | Abschal- tung  |
| -------------- | ------------- | --------------- | ---------------- | ---------- | --------------------- | ----------------------- | -------------- |
| Kalinin 1      | WWER-1000/338 | 950 MW          | 1.000 MW         | 01.02.1977 | 09.05.1984            | 12.06.1985              | (2025 geplant) |
| Kalinin 2      | WWER-1000/338 | 950 MW          | 1.000 MW         | 01.02.1982 | 03.12.1986            | 03.03.1987              | (2038 geplant) |
| Kalinin 3      | WWER-1000/320 | 950 MW          | 1.000 MW         | 01.10.1985 | 16.12.2004            | 08.11.2005              | (2034 geplant) |
| Kalinin 4      | WWER-1000/320 | 950 MW          | 1.000 MW         | 01.08.1986 | 24.11.2011            | 25.12.2012              | (2041 geplant) |